# Andrea Holmes (gymnastique)
Pour les articles homonymes, voir Andrea Holmes.
Andrea Holmes est une gymnaste trampoliniste britannique née le 2 janvier 1970. 

## Biographie
Andrea Holmes participe aux Championnats du monde de trampoline 1982 à l'âge de 12 ans, devenant ainsi la plus jeune Britannique à participer à, une compétition internationale de trampoline. Elle obtient avec l'équipe britannique la médaille d'argent et se classe dixième de l'épreuve individuelle. 
Elle est sacrée championne du monde par équipe en 1984 et termine au pied du podium dans l'épreuve individuelle. Lors des Mondiaux de 1986, de 1988 et de Mondiaux de 1992, Andrea Holmes obtient à chaque fois les médailles d'argent en trampoline individuel et par équipe. Championne du monde 1992 par équipe, elle est médaillée d'argent en trampoline individuel et médaillée de bronze par équipe aux Mondiaux de 1994. 
Aux Championnats d'Europe, Andrea Holmes remporte le titre individuel en 1983, 1985 et 1991 et les titres en synchro et par équipe en 1983.